# San Juan del Río, San Juan del Río (Oaxaca)
San Juan del Río är en ort i Mexiko.   Den ligger i kommunen San Juan del Río och delstaten Oaxaca, i den sydöstra delen av landet, 400 km sydost om huvudstaden Mexico City. San Juan del Río ligger 1 130 meter över havet och antalet invånare är 1 231.
Terrängen runt San Juan del Río är huvudsakligen lite bergig. San Juan del Río ligger nere i en dal. Runt San Juan del Río är det glesbefolkat, med 11 invånare per kvadratkilometer. Närmaste större samhälle är San Pedro Quiatoni, 17,7 km sydost om San Juan del Río. I omgivningarna runt San Juan del Río växer huvudsakligen savannskog.